# Tornbjerg
Tornbjerg er en bydel i det sydøstlige Odense, ca. 6 km. fra centrum. Bydelen er opkaldt efter en gammel gård, Tornbjerggård, som lå i Blangstedgård.
Området har børnehaver, vuggestuer, nærbutikker, fritidscentre, Tornbjerg Kirke, Tornbjerg Gymnasium og kollegium.
Bydelen er omgivet af Niels Bohrs Allé mod nord og Ørbækvej mod syd. Tornbjergs vejnavne er hovedesagligt opkaldt efter forskellige typer svampe, såsom Væbnerhatten, Blækhatten, Ridderhatten, Mælkehatten, Slørhatten og Sneglehatten. De to største veje opkaldt efter bydelen, Store Tornbjergvej og Lille Tornbjergvej. 
Der er forbindelse til Odense Banegård Center med FynBus.
Odense Congress Center og Arena Fyn er begge beliggende i den sydøstlige del af Tornbjerg.
Tornbjergs postdistrikt er 5220 Odense SØ.
|  | Denne artikel om lokaliteten Tornbjerg kan blive bedre, hvis der indsættes et (bedre) billede. Du kan hjælpe ved at afsøge Wikimedia Commons for et passende billede eller lægge et op på Wikimedia Commons med en af de tilladte licenser og indsætte det i artiklen. |

55°22′13″N 10°27′34″Ø / 55.37028°N 10.45944°Ø